# 沙湾镇 (宕昌县)
沙湾镇，是中华人民共和国甘肃省陇南市宕昌县下辖的一个乡镇级行政单位。

## 行政区划
沙湾镇下辖以下地区：
沟门前村、上站村、沙楞坎村、赵家坡村、杨何家村、峡前村、尹家村、老庄村、董家村、寺下村、上堠村、沙坝村、鹿川村、新寨村、雅园村、寺上村、大寨村、下站村、沙湾村、砖铺村和堡子村。